# Fair Haven Colony
Fair Haven Colony es un lugar designado por el censo ubicado en el condado de Cascade en el estado estadounidense de Montana. En el Censo de 2020 tenía una población de 0 habitantes y una densidad poblacional de 0 habitantes por km². Fue incluido como CDP en el censo de 2020. 

## Geografía
Fair Haven Colony se encuentra ubicado en las coordenadas 47°24′17″N 111°37′32″O / 47.40472, -111.62556.Según la Oficina del Censo de los Estados Unidos, tiene una superficie total de 1,05 km², todos correspondientes a tierra firme.